# Garsenda z Forcalquier
Garsenda (II) z Forcalquier, Garsenda (II) z Sabran, Garsenda z Prowansji (ur. ok. 1180, zm. ok. 1257) – hrabina Forcalquier, hrabina Prowansji, regentka Prowansji (1209/13-20), kobieta-trubadur (trobairitz). Była żoną Alfonsa II Prowansalskiego i kochanką dwóch innych trubadurów, Guia de Cavaillon oraz Eliasa de Barjols.

## Życiorys
Urodziła się jako córka Garsendy (I) z Forcalquier oraz wnuczka Guilhèma IV, hrabi Forcalquier, które to dobra stanowiły jej posag włożony do małżeństwa z Alfonsem II, bratem Pedra II Aragońskiego. Po śmierci męża władzę w Aix przejął Pedro II w imieniu niepełnoletniego spadkobiercy Alfonsa, Raimona-Berengara IV (1209-13). Po okresie władzy uzurpatora Garsenda odzyskała opiekę nad swoim synem, który dotąd żył ze swoim stryjem w Aragonii, i sprawowała pełną władzę nad hrabstwem i dworem do czasu ślubu syna z Beatrycze Sabaudzką (1213-1219/20). Pod koniec życia Garsenda przystąpiła do zakonu, do opactwa La Celle, gdzie złożyła śluby w 1225.
Wizyta na dworze Garsendy w Aix-en-Provence najprawdopodobniej opisana została w Abrils issi'e mays intrava... katalońskiego trubadura Raimona Vidala.
Zachował się tylko jeden jej utwór z początków XIII w. – cobla Vos que.m semblatz dels corals amadors... – w dwóch manuskryptach, lecz bez muzyki.